# Johann Michael Heineccius
Johann Michael Heineccius est un prédicateur et théologien allemand, frère de Johann Gottlieb Heineccius. Il est né le 14 décembre 1674 à Eisenberg (en Thuringe) et mort le 1er septembre 1722  à Halle (en Saxe-Anhalt).
Il était pasteur à la Liebfrauenkirche (maintenant l'église du marché Notre-Dame (de)) de Halle, où son rôle consistait à superviser la musique et à écrire des textes de cantates.
Mais il est surtout connu pour avoir été le premier à faire une étude systématique des sceaux, auxquels il consacra un livre, le De veteribus Germanorum aliarumque nationum sigillis (Leipzig, 1710).
Jean-Sébastien Bach aurait repris un de ses textes pour la cantate BWV 63 et, de façon plus incertaine, pour la cantate BWV 21.